# 대한민국 민사소송법 제35조
대한민국 민사소송법 제422조는 수익자의 반환범위에 대한 민사소송법조문이다.

## 조문
제35조 (손해나 지연을 피하기 위한 이송)

법원은 소송에 대하여 관할권이 있는 경우라도 현저한 손해 또는 지연을 피하기 위하여 필요하면 직권 또는 당사자의 신청에 따른 결정으로 소송의 전부 또는 일부를 다른 관할법원에 이송할 수 있다. 다만, 전속관할이 정하여진 소의 경우에는 그러하지 아니하다.

## 해설
현저한 손해는 피고의 소송수행상 이익 보호를 위한 사익적 규정이고 지연은 소송촉진의 저해를 방지하기 위해 둔 공익적 규정이다.

## 판례
- 전속적 관할합의의 경우 법률이 규정한 전속관할과 달리 임의관할의 성격을 가지기 때문에, 법원은 공익상의 필요에 의하여 사건을 다른 관할 법원에 이송할 수 있다[1]

## 같이 보기
- 불편한 법정의 원칙